# Âme d'artiste
Pour les articles homonymes, voir Rêve et Réalité.
Pour plus de détails, voir Fiche technique et Distribution.
Âme d'artiste ou Rêve et Réalité est un film muet français réalisé par Germaine Dulac, sorti en 1925.

## Fiche technique
- Titre français : Âme d'artiste
- Titre alternatif : Rêve et réalité
- Réalisation : Germaine Dulac
- Assistant-réalisateur : Marie-Anne Colson-Malleville
- Scénario : Germaine Dulac et Alexandre Volkoff d'après le roman de Christian Molbech
- Décors : Alexandre Lochakoff
- Société de production : Ciné France
- Société de distribution : Pathé Consortium Cinéma (France) ; H & S Film Services (Royaume-Uni)
- Pays d'origine :  France
- Langue : film muet avec les intertitres  en français
- Format : Noir et blanc  — 35 mm — 1,33:1 — Film muet
- Métrage : 1 920 mètres (6 bobines)
- Genre : Film dramatique
- Durée : 64 minutes
- Numéro de catalogue Pathé : 9441
- Dates de sortie :
- France : 7 octobre 1925 (Paris) | novembre 1925 (sortie nationale)

## Distribution
- Iván Petrovich : Herbert Campbell, le poète
- Nicolas Koline : le souffleur Morris, père adoptif d'Helen
- Mabel Poulton : Helen Taylor
- Yvette Andréyor : Mrs Campbell, femme du poète
- Henry Houry : lord Stamford
- Jeanne Bérangère : la belle-mère
- Gina Manès : l'actrice
- Charles Vanel
- Ève Francis
- Gaston Modot